# خوان باليرا
خوان باليرا وألكالا- جاليانو (بالإسبانية: Juan Valera)‏ سياسي ودبلوماسي وكاتب إسباني، وُلد في قبرة في مقاطعة قرطبة في 18 أكتوبر 1824. ينتمي باليرا إلى عائلة أرستقراطية.درس القانون في غرناطة ومدريد. وقام بمهام دبلوماسية في العديد من البلاد، بدأها عام 1847 في إيطاليا والبرتغال والبرازيل وروسيا، وفي عام 1881 توجه إلى الولايات المتحدة الأمريكية، وبلجيكا، والنمسا عام 1882. كما شغل العديد من المناصب السياسية الهامة مثل انتخابه نائبًا في البرلمان عام 1858 وعضوًا في الأكاديمية الملكية الإسبانية عام 1861. بدأ حياته المهنية بوصفه روائيًا في الخمسينيات من عمره. وأصيب بالعمى في سنواته الأخيرة. أسهم بكتاباته في كل الأنواع الأدبية مثل: خطابات والكتابات الصحفية والنقد الأدبي والشعر والمسرح والقصة القصيرة والرواية. وتجاوزت أعماله ستة وأربعين مجلدًا.

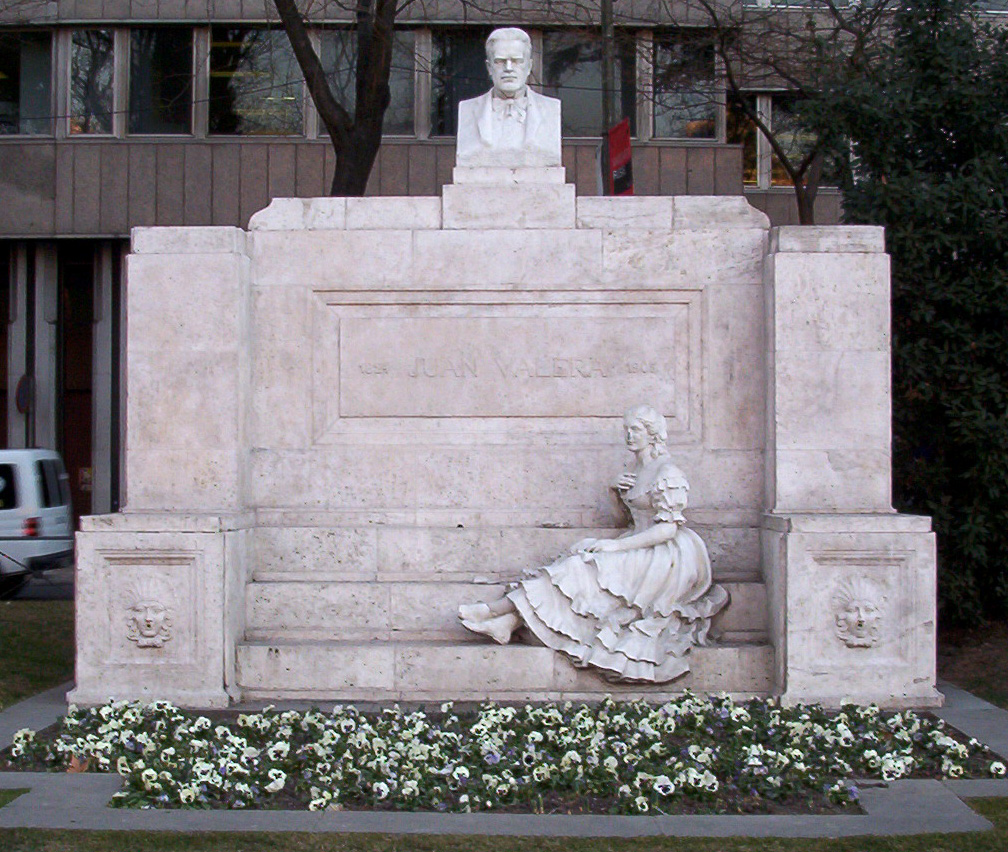
نصب يذكاري لباليرا في مدريد، من عمل ابن شقيقه النحات لورينثو كوليت باليرا عام 1928.

أعرض باليرا في بداياته عن الحركة الرومانسية مثلها مثل الواقعية، حيث منعته من تطويع الخيال في أعماله. إلا أنه تبنى موقف واقعي وحيد عندما اختار محيطًا واقعيًا في أندلوسيا مسقط رأسه وشخصيات يمكن تصديقها. لكنه رفض الجوانب الأقل جاذبية للواقع، من وجهة نظر منظري المذهب الطبيعي وبعض كتاب الواقعية. كتب العديد من الأعمال الهامة مثل ببيتا خيمينث عام 1874 والسيدة لوث عام 1879، حيث معالجته لقضية الدعوة الدينية، وخوانيتا الطويلة عام 1895. استخدم باليرا لغة أدبية بسيطة، إلا أنها في الوقت ذاته لم تكن عامية. وتوفي في مدريد في 18 أبريل عام 1905. وبعد وفاته، حافظت الجماعة الأدبية المعروفة بجيل الثمانية والتسعين على احترامها الشديد له. ويعد حاليًا واحدًا من أفضل كتاب النثر في القرن التاسع عشر، من وجهة نظر العديد من النقاد.

## وصلات خارجية
- خوان باليرا على موقع الموسوعة البريطانية (الإنجليزية)